# Малая Буда (Черновицкая область)
Малая Буда (укр. Мала Буда) — село в Острицкой сельской общине Черновицкого района Черновицкой области Украины.

## История
В 1946 г. Указом ПВС УССР село Буда-Мика переименовано в Малая Буда.
В июле 1995 года Кабинет министров Украины утвердил решение о приватизации находившегося здесь совхоза.
Население по переписи 2001 года составляло 577 человек.
До 2020 года входило в Герцаевский район.